# Eriocaulon brunonis
Eriocaulon brunonis är en gräsväxtart som beskrevs av James Britten. Eriocaulon brunonis ingår i släktet Eriocaulon och familjen Eriocaulaceae.
Artens utbredningsområde är Northern Territory, Australien. Inga underarter finns listade i Catalogue of Life.